# Kalle Kubik

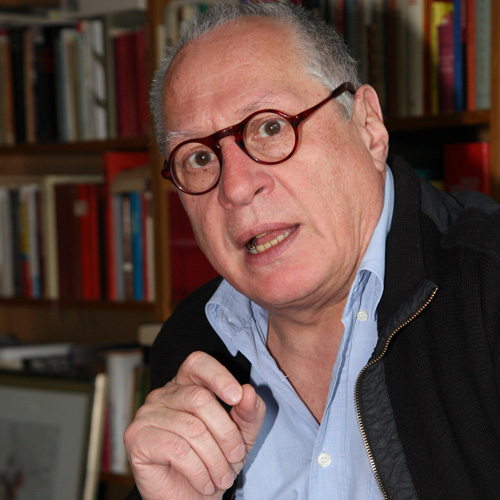
Kalle Kubik, Regisseur und Autor (2011)

Kalle Kubik (* 1948 in Köln) ist ein deutscher Regisseur und Autor. Als Regisseur arbeitet er vorwiegend für das Theater und die Oper; als Autor u. a. fürs Theater, Kabarett und Fernsehen. Kalle Kubik lebt in Bonn.

## Tätigkeit als Regisseur
Kubik wuchs in Wahn bei Köln auf. Nach einer Buchhändlerlehre absolvierte er die Max-Reinhardt-Schule für Schauspiel in Berlin (1969–1972). Sein erstes Engagement erhielt er an den Bühnen der Stadt Köln, unter der Intendanz von Claus-Helmuth Dreese, zunächst als Schauspieler, später als Regieassistent des damaligen Schauspieldirektors Hansgünther Heyme.
1976 ging Kubik als Regieassistent ans Hamburger Schauspielhaus. Unter der Intendanz von Ivan Nagel assistierte er dort u. a. bei Rainer Werner Fassbinder, Giorgio Strehler und Wilfried Minks. Im selben Jahr machte er seine erste Inszenierung in Köln, „Blutsbande“ von Athol Fugard, eine deutsche Erstaufführung. Es folgten weitere Inszenierungen u. a. an den Bühnen der Stadt Köln, dem Düsseldorfer Schauspielhaus, dem Staatstheater Stuttgart, dem Wuppertaler Schauspielhaus, dem Stadttheater Bern, dem Schauspiel Bonn, dem Schlosstheater Celle, dem TfN Hildesheim, der Oper der Stadt Köln.

## Autorentätigkeit
Kubik war Autor und Regisseur von fünf Soloabenden für Susanne Seidler. Auftritte: Münchner-Lach-und-Schießgesellschaft, Senftöpfchen in Köln, Unterhaus in Mainz, Kom(m)ödchen in Düsseldorf, Renitenztheater in Stuttgart, Dresdner Brettl und im Haus der Springmaus in Bonn. Er schrieb vier Revuen für das Schlosstheater Celle, drei für das Haus der Springmaus und sechs Divertissementchen für den Kölner Männer Gesangverein Cäcilia Wolkenburg. Letztere wurden vom Fernsehsender WDR aufgezeichnet.
Des Weiteren ist er Autor der Theaterstücke „Einfach so“; „Der Tag an dem Jo Goldenberg nach Hause kam“; „Kein Anschluss unter dieser Nummer“ (Stück über Irmgard Keun); „Silberhochzeit“ (Musikalische Komödie), die Boulevard-Komödie „Herkunft mit Aussicht“ in Zusammenarbeit mit der Drehbuchautorin und Schauspielerin Ulrike Purschke und „Untergang“, ein Schauspiel über einen Schriftsteller im Bann von vier Frauen.
Er arbeitete als Drehbuchautor für Die Anrheiner (WDR Köln). Einsatz Täglich (ZDF). Streit um drei (ZDF). Er schrieb und inszenierte den 45 Minuten Doku-Film Ein Trockener hilft Alkoholikern (WDR).
Von 2013 bis 2015 nahm er an drei Schreibseminaren von Bodo Kirchhoff in Torri am Gardasee teil.

## Letzte Regiearbeiten (Auswahl)
2018
- Silberhochzeit Ein Zweiakter mit Musik von Kalle Kubik und Ulrike Purschke, UA „Mercato“ Bonn.
- O Bella Italia Ein musikalisch-literarischer Streifzug von und mit Kalle Kubik. Giacomo di Benedetto (Gesang) – Markus Schinkel (Klavier) UA „Mercato“ Bonn.

2016
- Die Schmachtigallen landen einen Hit (UA)  von Kalle Kubik, Stadttheater Gießen.
- Janz schön jeheim (UA)  von Kalle Kubik, Oper der Stadt Köln.

2015
- Diva Colonia! (UA)  von Kalle Kubik, Oper der Stadt Köln.

2014
- Seelandschaft mit Pocahontas (UA) eine Erzählung von Arno Schmidt, für die Bühne bearbeitet von Bernd Rauschenbach, Schlosstheater Celle
- Dä Schinghillige (UA)  von Kalle Kubik, Oper der Stadt Köln.

2013
- Vivat Colonia! von Gerhard Seidel, Oper der Stadt Köln.

2012
- Leonce & Lena[3][4]  von Georg Büchner, Schlosstheater Celle[5] – Eröffnungspremiere des neu sanierten Schlosstheaters.
- Apropos Liebe, Einsamkeit und so weiter (UA) Revue von Kalle Kubik., Kleine Residenzhalle Celle.
- Kölner Jungfrau, dringend gesucht![6] (UA) Libretto und Regie, Oper der Stadt Köln.

2011
- Der gute Mensch von Sezuan[7] von Bertolt Brecht, Residenzhalle Celle, Spielzeiteröffnung.
- Glückliche Reise Operette von Eduard Künneke, TfN Hildesheim[8].
- Die kölsche Witwe[9] (UA) Libretto und Regie, Oper der Stadt Köln.

2010
- Die Nacht ist nicht allein zum Schlafen da![10] Revue von Kalle Kubik, Residenzhalle Celle.
- Die Nibelungen[11] von Moritz Rinke, Eröffnungspremiere der Residenzhalle Celle.
- Met bläcke Fööss (UA) Oper der Stadt Köln (Co-Regie 40 Jahre Bläck Fööss).

2009
- Kauf dir einen bunten Luftballon (UA) Revue von Kalle Kubik, Schlosstheater Celle.
- Die Buddenbrooks von Thomas Mann, Bearbeitung: John von Düffel, Schlosstheater Celle, Spielzeiteröffnung.
- Alles Öl oder was? (UA) Revue im Auftrag von Exxon Mobil USA, dem Wirtschaftsverband Erdöl- und Erdgasgewinnung e.V. und dem Deutschen Erdölmuseum in Wietze. Schlosstheater Celle.
- Der Theatermacher, von Thomas Bernhard, Schlosstheater Celle.

## Weitere Inszenierungen
Am Schauspiel Bonn entstanden im Jahr 2005 Das doppelte Lottchen (Bühnenfassung von Kalle Kubik) und 2006 Sonny Boys von Neil Simon, sowie das Musical Der Lebkuchenmann, ein Weihnachtsmärchen von David Wood.
Seit 2001 zeichnete Kalle Kubik für viele Inszenierungen am Schlosstheater Celle verantwortlich, darunter u. a. Sekretärinnen von Franz Wittenbrink, Die Hose von Carl Sternheim, Dreigroschenoper von Bertolt Brecht, Johnny Johnson von Paul Green (Musik: Kurt Weill), sowie seine selbstverfasste Revue-Theater-Trilogie: Das gab´s nur einmal (2005), Schuld war nur der Bossa Nova (2007) und Kauf dir einen bunten Luftballon (2009).